# Zależność oprogramowania
Zależność oprogramowania – metryka kodu wskazująca stopień powiązania danego modułu z innymi. Jako przeciwstawna jest zestawiana ze spójnością oprogramowania. Niska zależność zwykle oznacza wysoką spójność i vice versa. Obie te metryki zaproponował Larry Constantine na podstawie dobrych praktyk programowania.

## Typy
Zależności ( ang dependecies) = lista identyfikatorów innych programów, bibliotek, ...
- Zależności wykonawcze: inne programy wymagane do uruchomienia programu
- Zależności programistyczne: inne programy wymagane do opracowania programu, budowania programu, uruchomienia testów